# 小林翼
小林 翼（こばやし つばさ、1998年12月24日 - ）は、日本のYouTuber、元子役タレント。

## 略歴
キリンプロに所属し、子役タレントとして活躍。母親もCMや舞台で活躍していた。
現在は、YouTube「つばさch小林翼」にて活動を行なっている。

## 出演

### バラエティ
- いないいないばあっ!（2000年）
- にほんごであそぼ（2003年 - 2013年3月、NHK教育）

### テレビドラマ
- やまとなでしこ（2000年、フジテレビ）
- 子連れ狼（2002年、テレビ朝日） - 大五郎 役[2]
- スポーツエンター愛2003〜涙と感動のXmasSP〜（2003年、テレビ朝日）
- 子連れ狼2（2003年、テレビ朝日） - 大五郎 役
- スカイハイ2（2003年、テレビ朝日） - 広田大地 役
- 爆竜戦隊アバレンジャー 第12話（2003年、テレビ朝日） - 大五郎 役
- 女と愛とミステリー 監察医・篠宮葉月 死体は語る5（2004年、テレビ東京） - 根本大智 役
- 忠臣蔵（2004年、テレビ朝日） - 内匠頭（幼少期） 役
- 子連れ狼 完結編（2004年、テレビ朝日） - 大五郎 役
- 水戸黄門 第34部 第11話「津軽馬鹿塗り頑固比べ-弘前-」（2005年、TBS） - 子供の頃の清太郎 役
- 女と愛とミステリー 猪熊夫婦の駐在日誌パート2（2005年、テレビ東京） - 岡島健太 役
- おみやさん4（2005年、テレビ朝日系列） - 工藤卓也 役
- 大岡越前（2005年、テレビ朝日） - 正太 役
- 日曜劇場 恋の時間（2005年、TBS） - 早川圭 役
- ウルトラマンマックス 第35話（2005年、中部日本放送） - 生田宇宙 役
- 金曜エンタテイメント（フジテレビ）
  - 事件調査員 南条真琴 東京〜隠岐 摩天崖殺人事件（2005年2月25日） - 南条雄太 役
  - 園長先生は名探偵（2006年） - 片柳勇太 役
- PS羅生門（2006年、テレビ朝日） - 紅谷陽平 役
- ドスペ! 報道スクープ決定版!!完全密着!安倍晋三が号泣した日（2006年、テレビ朝日） - 安倍晋三（幼少期） 役
- パナソニックスペシャル チンギス・ハンの遺言 史上最大の帝国800年目の真実（2006年、テレビ朝日）
- ウルトラマンメビウス 第37話（2006年、中部日本放送） - コウキ 役
- 愛の劇場 砂時計（2007年、TBS） - 田辺将太 役
- 警視庁捜査一課9係（2007年、テレビ朝日） - 大山龍太 役
- 徳川家康と三人の女（2008年3月15日、テレビ朝日） - 豊臣秀頼 役
- 主水之助七番勝負〜徳川風雲録外伝〜 第2話「人斬り班平」（2008年10月、テレビ東京） - 少年時代の斑平 役
- 世にも奇妙な物語09 秋の特別編（2009年10月5日、フジテレビ）
- 遺留捜査 第6話（2011年5月18日、テレビ朝日） - 森川勇太 役
- 勇者ヨシヒコと魔王の城 第10話（2011年9月9日、テレビ東京） - 幼いヨシヒコ 役

### CM
- 大王製紙「フレンド紙おむつ」（2000年）
- ファンケル健康食品「お客様のために」（2000年）
- 花王「メリーズパンツ」（2002年）
- LION「スーパー手間なしブライト」（2003年）
- 藤沢薬品工業「オイラックス」（2004年）
- マクドナルド「ハッピーセット 大冒険篇」（2004年）
- 積水ハウス「住まいの参観日」
- エバラ食品工業（2005年）
- JR東日本「VIEW Suica チャージはオートで篇」（2006年） - ペンギン 役 ※声の出演
- 興和「うがい薬」（2006年）
- ソニー「テレビサイドPC TP1 by VAIO」（2007年5月11日 - ） - 翔太 役
  - 『こいつが来てから パパは篇』
  - 『こいつが来てから ママは篇』

### 映画
- 命（2002年、東映） - 文陽 役
- 神の左手 悪魔の右手（2006年、金子修介監督） - 山辺ソウ 役

### テレビアニメ
- なぜ? どうして? がおがおぶーっ!（NHK教育、ミニアニメ）

### 劇場アニメ
- ルイスと未来泥棒（2007年公開） - 子供時代のグーブ 役 ※日本語吹替版
- コクリコ坂から （2011年公開） - 松崎陸 役

### 吹き替え
- 幸せのちから（2007年公開・ソフトリリース、ソニー・ピクチャーズ・エンタテインメント） - クリストファー〈ジェイデン・スミス〉 役 ※DVD吹替版
- 地球が静止する日（2008年公開） - ジェイコブ・ベンソン〈ジェイデン・スミス〉 役
- ベッドタイム・ストーリー（2009年公開）
- ハリー・ポッターと謎のプリンス（2009年公開） - トム・マールヴォロ・リドル（11歳） 役[3]
- エアベンダー（2010年公開） - アン〈ノア・リンガー〉 役
- ラスト・ソング（2010年公開） - ジョナ・ミラー〈ボビー・コールマン〉 役
- カウボーイ & エイリアン（2011年公開） - エメット・タガート〈ノア・リンガー〉 役

### 舞台
- 劇団四季「ライオンキング」（2009年5月24日 - 2011年10月10日、四季劇場「春」） - ヤングシンバ 役